# Андовер (Міннесота)
Андовер (англ. Andover) — місто (англ. city) в США, в окрузі Анока штату Міннесота. Населення — 32 601 особа (2020).

## Географія
Андовер розташований за координатами 45°15′26″ пн. ш. 93°20′7″ зх. д. / 45.25722° пн. ш. 93.33528° зх. д. (45.257109, -93.335199).  За даними Бюро перепису населення США в 2010 році місто мало площу 90,21 км², з яких 87,74 км² — суходіл та 2,47 км² — водойми.

## Демографія
Згідно з переписом 2010 року, у місті мешкало 30 598 осіб у 9811 домогосподарстві у складі 8357 родин. Густота населення становила 339 осіб/км².  Було 10091 помешкання (112/км²).
Расовий склад населення:
| - 93,2 % — білих - 2,2 % — азіатів - 1,7 % — чорних або афроамериканців - 0,3 % — корінних американців |

До двох чи більше рас належало 1,9 %. Частка іспаномовних становила 2,0 % від усіх жителів.
За віковим діапазоном населення розподілялося таким чином: 30,4 % — особи молодші 18 років, 62,9 % — особи у віці 18—64 років, 6,7 % — особи у віці 65 років та старші. Медіана віку мешканця становила 37,3 року. На 100 осіб жіночої статі у місті припадало 103,0 чоловіків;  на 100 жінок у віці від 18 років та старших — 100,6 чоловіків також старших 18 років.
Середній дохід на одне домашнє господарство  становив 109 504 долари США (медіана — 93 932), а середній дохід на одну сім'ю — 117 305 доларів (медіана — 100 522). Медіана доходів становила 64 483 долари для чоловіків та 51 835 доларів для жінок. За межею бідності перебувало 4,5 % осіб, у тому числі 5,9 % дітей у віці до 18 років та 3,2 % осіб у віці 65 років та старших.
Цивільне працевлаштоване населення становило 17 338 осіб. Основні галузі зайнятості: освіта, охорона здоров'я та соціальна допомога — 20,8 %, виробництво — 17,5 %, роздрібна торгівля — 11,0 %, фінанси, страхування та нерухомість — 9,6 %.